# Рерберг, Иван Иванович
Иван Иванович Рерберг (22 сентября [4 октября] 1869, Москва — 15 октября 1932[…], Москва) — русский, советский инженер и архитектор. Среди наиболее значительных его построек в Москве — Киевский вокзал и Центральный телеграф. Заслуженный деятель науки и техники РСФСР (1932). Брат художника Фёдора Рерберга.

## Биография
Представитель четвёртого поколения династии инженеров Рербергов (обрусевших датчан). Отец, Иван Фёдорович Рерберг (1831—1917) — железнодорожный инженер, впоследствии управляющий Нижегородской железной дорогой; в год рождения младшего сына (1869) он работал в Москве, проектируя первый Бородинский мост.
Окончил 1-й Московский кадетский корпус и Александровское военное училище (1888), откуда перешёл в Николаевское инженерное училище. По окончании последнего в 1891 году выпущен был подпоручиком в саперный батальон.
В 1896 году окончил Николаевскую инженерную академию со званием военного инженера. Работал на строительстве Харьковского паровозостроительного завода. В 1895—1899 годах работал на постройке городской канализации в Москве. С конца 1897 года — один из заместителей Р. И. Клейна на постройке здания Музея имени Пушкина в Москве.
Впоследствии неоднократно работал главным инженером и управляющим работами на клейновских проектах, таких как здание магазина Мюр и Мерилиз (ЦУМ, 1907—1908), клиники на Девичьем поле, ремесленное училище на Миусской площади (1903). В 1906—1918 годах преподавал архитектуру в МУЖВЗ, был учредителем и преподавателем Высших женских архитектурных курсов. В советский период — профессор МВТУ имени Баумана.
Крупные работы Рерберга опирались (в том числе в буквальном смысле) на новаторские по тем временам решения силового каркаса с использованием клёпаных стальных и железобетонных конструкций. Рерберг, сам первоклассный проектировщик, сотрудничал с В. Г. Шуховым и В. К. Олтаржевским.
Для творчества И. И. Рерберга был характерен поиск новых пластических решений, альтернативных классическому ордеру. Фасад здания Северного страхового общества (1909—1911, улица Ильинка, дом 21-23), возведённого под руководством Рерберга, был выполнен в стиле, предрекающем ар-деко; новаторский ордер здания завершался квадратной нишей со скульптурой. Впрочем, И. И. Рерберг строил и традиционные для Москвы особняки — такие, как дом Урусова (ныне посольство Индонезии) на Новокузнецкой улице, дом 12, и Елизаветинская женская гимназия с церковью в Большом Казённом переулке, дом 9.
К числу наиболее известных зданий, построенных И. И. Рербергом в предреволюционный период, относится здание Киевского (Брянского) вокзала (1911—1914, Площадь Киевского вокзала, дом 2). Самая значительная его постройка после 1917 года — здание Центрального телеграфа на Тверской улице, дом 7 (1925—1927), ставшее не только одним из архитектурных символов советской столицы, но и «первой ласточкой» ар-деко в СССР. Уже в 1934 году, после смерти архитектора, В. П. Апышковым было завершено начатое в 1930 году по их совместному проекту строительство здания общевойсковой школы РККА в Кремле (на месте снесённых Чудова монастыря и Вознесенской церкви).

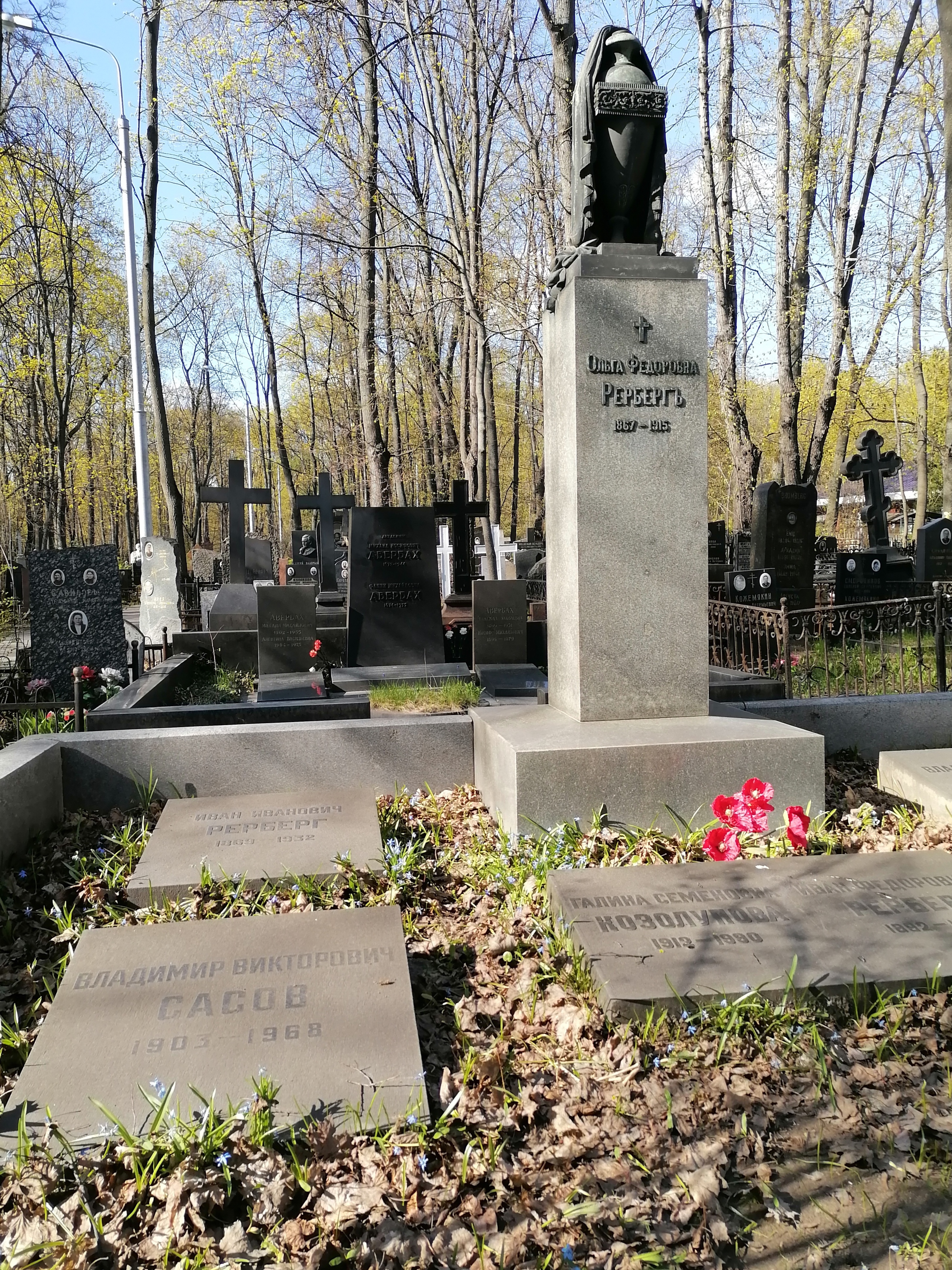
Могила на Введенском кладбище

Похоронен в Москве, на Введенском кладбище (19 уч.; фото могилы). Могила И. И. Рерберга является объектом культурного наследия федерального значения.
Мемуары И. И. Рерберга, рассказывающие о его жизни с раннего детства до последних дней, рукопись которых почти столетие находилась в частном владении, были опубликованы в 2023 году.

## Проекты и постройки
- В 1859-1899 году строил городскую канализацию в Москве[10]
- Управление строительством Ремесленного училища имени П. Г. Шелапутина по проекту архитектора Р. И. Клейна (1903, Миусская площадь)
- С 1897 по 1909 год — заместитель архитектора Р. И. Клейна при строительстве здания Музея изящных искусств в Москве на Волхонке. Был награжден званием пожизненного безвозмездного архитектора здания музея[10]
- В 1907–1908 году был главным инженером на постройке нового здания магазина Мюр и Мерилиз (Архитектор Р. И. Клейн,  в настоящее время ЦУМ)[10]
- Дом дешевых квартир имени Г. Г. Солодовникова для семейных (1909 г., Улица Гиляровского, 57)[8]
- Особняк Н. В. Урусовой (около 1910, Новокузнецкая улица, 12)
- Инфекционные корпуса Лефортовского госпиталя
- Перестройка здания правления Московско-Киевско-Воронежской железной дороги (1910-е, Чистопрудный бульвар, 6/19)
- Частное коммерческое училище Колокольниковых (1910, Тюмень)[11]
- Конкурсный проект дома Экономического общества офицеров Московского военного округа, совместно с В. К. Олтаржевским, 1910 (1-я премия, не осуществлён)[12]
- Елизаветинская женская гимназия с церковью (1912, Большой Казённый переулок, 9)[8]
- Здание Северного страхового общества, совместно с М. М. Перетятковичем, И. А. Голосовым и В. К. Олтаржевским (1909—1911, Ильинка, 21-23 — Новая площадь, 16)
- Голофтеевский пассаж, совместно с В. К. Олтаржевским (1913, Петровка), не сохранился. Голофтеевский — последний московский пассаж, выстроенный до революции (уничтожен, стоял на месте нового здания ЦУМа)
- Киевский (Брянский) вокзал, совместно с В. К. Олтаржевским (1911—1914, Площадь Киевского вокзала, 2)
- Здание Центрального телеграфа (1925—1927, Тверская улица, 7)
- Жилой дом (1928, Брюсов переулок, д. 12), где жил Всеволод Мейерхольд и ныне располагает его Музей-квартира.
- Жилой дом (1930, Газетный переулок, 1/12, строение 5)[8]
- Жилой дом (1931, 4-я Тверская-Ямская улица, 10)[8]
- 1-я Советская Объединённая военная школа РККА имени ВЦИК, совместно с В. П. Апышковым  (1929—1930, Московский Кремль; снесен в 2014 году[13])

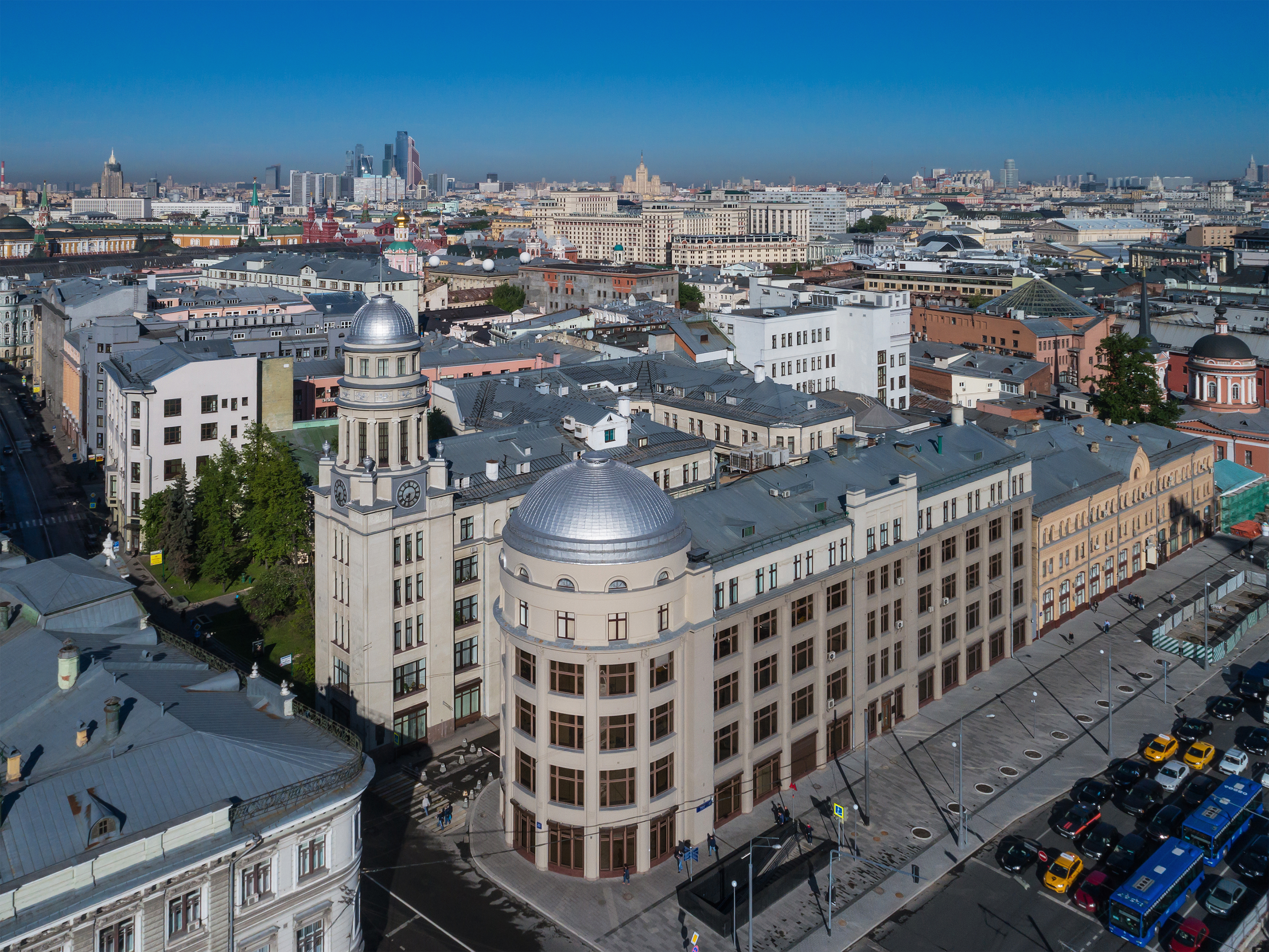
Северное Страховое общество
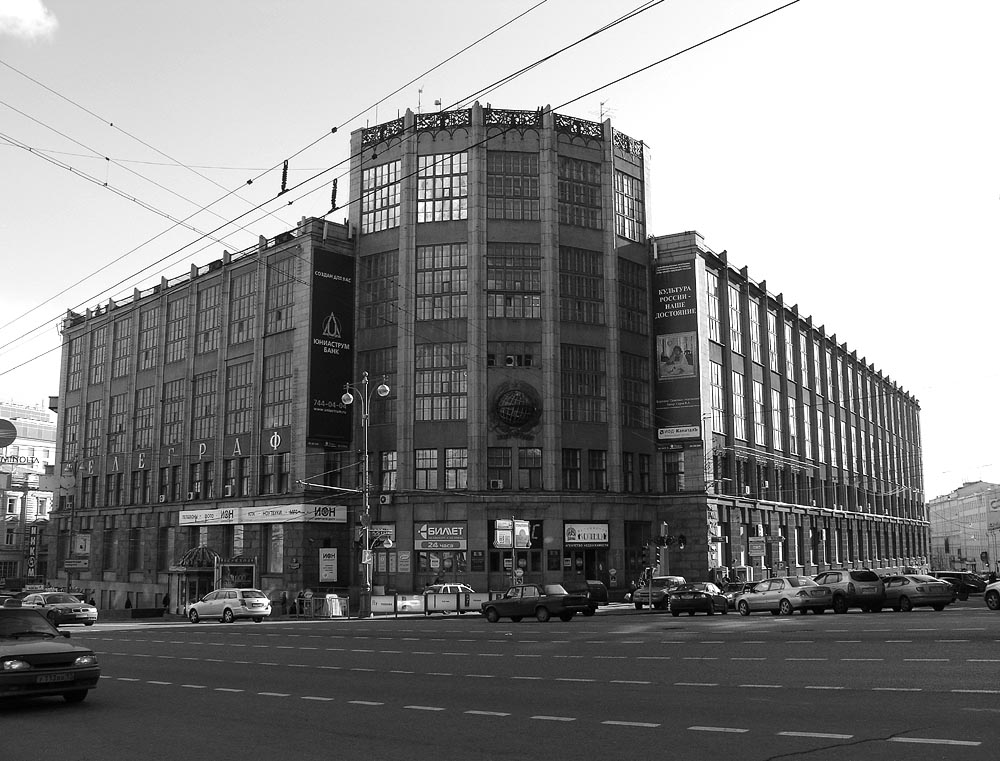
Здание Центрального телеграфа
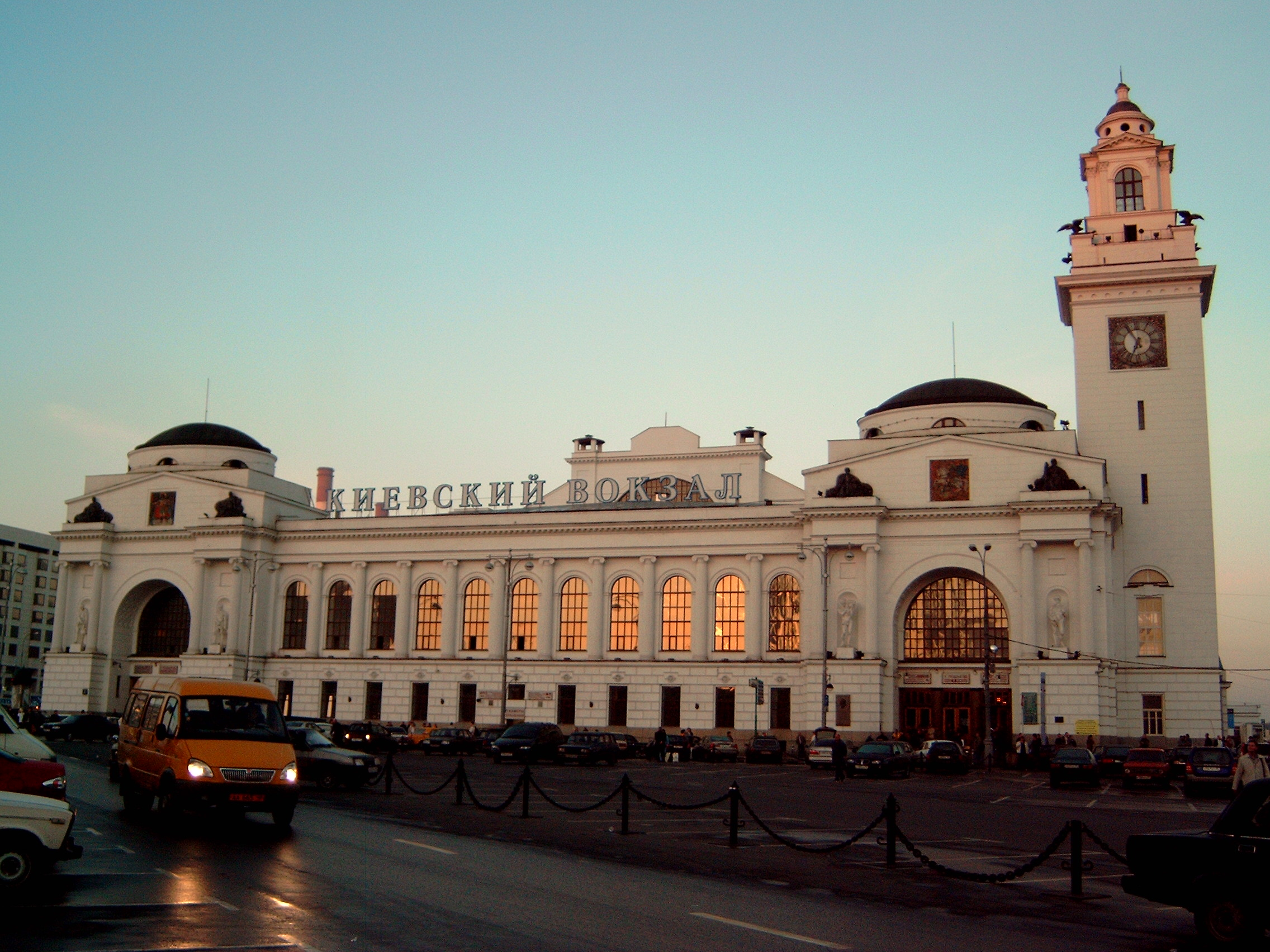
Киевский вокзал
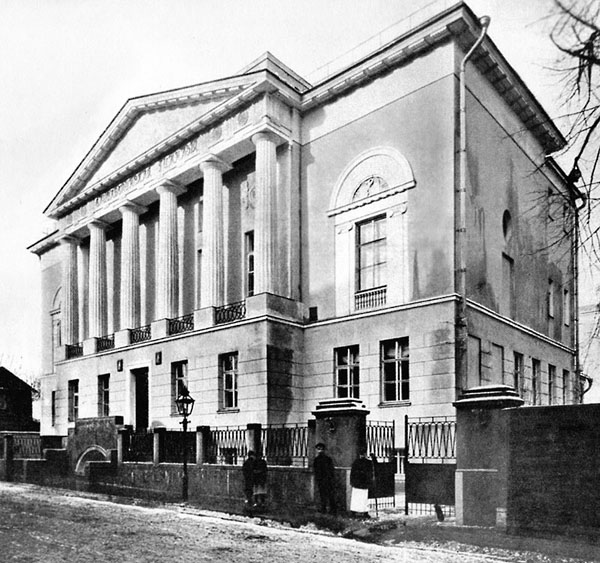
Гимназия в Большом Казённом переулке